# Life (2004-es dal)
A Life (magyarul: Élet) című dal volt a 2004-es Eurovíziós Dalfesztiválon Észak-Macedóniát képviselő dal, melyet Tose Proeszki adott elő angol nyelven.
A dal a 2004. február 14-én rendezett macedón nemzeti döntőn nyerte el az indulás jogát, ahol macedón nyelven, Angel si ti ("Angyal vagy") címmel adták elő. A nemzeti döntőben Proeszki énekelte mindegyik dalt.
A dal közepes tempójú, melynek szövegében az énekes egy kapcsolat végéről, és az élet értelméről beszél.
Mivel Észak-Macedónia az előző évben nem vett részt a dalfesztiválon, a dalt először az elődöntőben adták elő. A május 12-én rendezett elődöntőben a fellépési sorrendben tizenötödikként adták elő, a ciprusi Lisa Andreas Stronger Every Minute című dala után, és a szlovén Platin Stay Forever című dala előtt. A szavazás során hetvenegy pontot szerzett, mely a tizedik helyet érte a huszonkét fős mezőnyben, így éppen továbbjutott a döntőbe.
A május 15-én rendezett döntőben a fellépési sorrendben ismét tizenötödikként adták elő, az orosz Julija Szavicseva Believe Me című dala után, és a görög Szákisz Ruvász Shake It című dala előtt. A szavazás során negyvenhét pontot szerzett, mely a tizennegyedik helyet érte a huszonnégy fős mezőnyben.
A következő macedón induló Martin Vučić Make My Day című dala volt a 2005-ös Eurovíziós Dalfesztiválon.